# Вернов (спутник)
«Вернов» (до 3 декабря 2014 года — «МКА-ФКИ (ПН2)») — второй российский спутник, созданный в рамках программы «Малые космические аппараты для фундаментальных космических исследований». Космический аппарат был переименован в честь выдающегося советского учёного С. Н. Вернова, одного из первооткрывателей радиационных поясов Земли. На его борту установлен комплекс научной аппаратуры «РЭЛЕК».
Изначально планировалось, кроме комплекса научной аппаратуры «РЭЛЕК», установить на спутник телескоп-спектрометр «Моника», однако, вследствие технических трудностей, от этого плана отказались.
С первой половины декабря 2014 года со спутником потеряна связь. Об этом 11 января 2015 года впервые сообщили информационные агентства.

## Запуск
В 20:07, от ранее взлетевшей ракеты «Союз-2.1б» отделился разгонный блок «Фрегат» с кластером космических аппаратов. В 21:39 спутник отделился от разгонного блока.
Первый сеанс связи со спутником состоялся 8 июля в 21 час 30 минут (МСК). Первое включение комплекса научных приборов «РЭЛЕК», установленного на спутнике, произошло 16 июля в 17 часов 38 минут (UTC).

## Цели запуска
С помощью установленного на спутник комплекса научной аппаратуры «РЭЛЕК» (Релятивистские ЭЛЕКтроны) проводятся исследования механизмов высыпаний и ускорения магнитосферных релятивистских электронов, их воздействия на верхнюю атмосферу и ионосферу Земли. Кроме того, будет совершаться поиск возможной связи высыпаний электронов высоких энергий и высотных электрических разрядов, (вызывающих атмосферные транзиентные явления: спрайты, голубые струи, эльфы и т. д.) кроме того, будут изучаться и сами атмосферные транзиентные явления. Кроме того, «РЭЛЕК» также фиксирует гамма-вспышки в далёком космосе, связанные со взрывами сверхновых. Учёные собираются провести серию экспериментов, в которой будут участвовать наземные радиоустановки.
Исследования имеют научное и прикладное значение. Потоки энергичных заряженных частиц, образовавшиеся в солнечных вспышках или во время геомагнитных бурь, могут привести к повреждению или выходу из строя установленной на космических аппаратах радиоэлектронной аппаратуры, кроме того, они представляют опасность для здоровья космонавтов, а также, в отдельных случаях пилотов и пассажиров авиалайнеров во время трансполярных перелётов. Также потоки энергичных заряженных частиц могут приводить к снижению точности систем глобальной навигации и позиционирования, сбоям в навигационных системах, кроме того, они могут стать причиной нарушения коротковолновой связи в высокоширотных районах.

## Результаты
8 августа 2014 года руководитель проекта «РЭЛЕК» Михаил Панасюк сообщил, что спутник работает в нормальном режиме, комплекс научной аппаратуры «РЭЛЕК» начал работу и работает без сбоев. Также он сообщил, что планируется совместная работа с отечественным спутником «Чибис-М» и американскими «Ван-Аллен».
15 августа 2014 года были опубликованы имевшиеся на тот момент результаты работы спутника. Спутник открыл несколько кандидатов в атмосферные гамма-всплески, обнаружены высыпания электронов а также зафиксированы всплески высокочастотного и низкочастотного радиоизлучения.
8 декабря 2014 года на заседании совета РАН по космосу были опубликованы некоторые результаты работы спутника. В частности, спутник открыл сотни вспышек ультрафиолетового излучения, что подтвердило полученные ранее данные спутника «Университетский-Татьяна-2».

## Разработчики
Спутник разработан и изготовлен на основе унифицированной платформы «Карат» в НПО имени С. А. Лавочкина. Комплекс научной аппаратуры разработан и создан в Научно-исследовательском институте ядерной физики имени Д. В. Скобельцына Московского Государственного университета имени М. В. Ломоносова (НИИЯФ МГУ) совместно с отечественными партнерами, в частности, совместно с Институтом космических исследований Российской академии наук и Научно-исследовательской лабораторей аэрокосмической техники ДОСААФ, а также в компании с иностранными партнёрами, в число которых входят: Львовский филиал Института космических исследований Национальной академии наук и Национального космического агентства Украины; Центр космических исследований Польской академии наук; Университет им. Л. Этвеша, в Венгрии; Университет Сонгюнгван, в Корее.

## Конструкция и характеристики
В комплекс научных приборов «РЭЛЕК» входят рентгеновский и гамма-спектрометр, детектор электронов по трём направлениям, детектор ультрафиолетовых и оптических вспышек, прибор для получения оптического изображения с высоким временным разрешением, низкочастотные и радиочастотные анализаторы электромагнитного поля и радиоволн.
Масса полезной нагрузки — «РЭЛЕК» — равна 41 килограммам.